# Serendipia

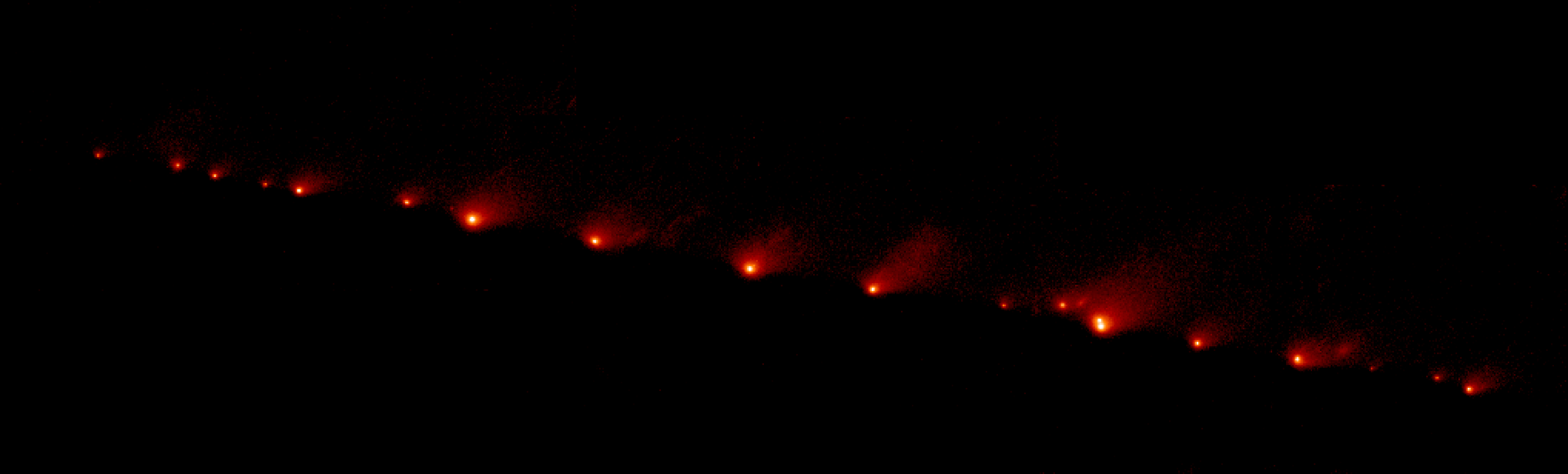
El cometa Shoemaker-Levy 9 se descubrió en 1993 gracias a una serendipia.

Una serendipia es un descubrimiento que puede llegar a ser bueno o valioso de manera accidental o casual, al momento de estar buscando una cosa diferente a la sucedida. De igual forma puede referirse a la habilidad de un sujeto para reconocer que ha hecho un descubrimiento importante aunque no tenga relación con lo que busca. En la historia de la ciencia son frecuentes las serendipias. 
También existen casos de serendipias en obras literarias, cuando un autor escribe sobre algo que ha imaginado y que no se conoce en su época, y se demuestra posteriormente que eso existe tal como lo definió el escritor, con los mismos detalles. No se debe confundir con la anticipación o la ciencia ficción, donde se adelantan inventos mucho más genéricos que casi todo el mundo cree que probablemente existirán algún día.

## Etimología e historia
El término serendipia deriva del inglés serendipity, neologismo acuñado por Horace Walpole en 1754 a partir de un cuento tradicional persa llamado «Los tres príncipes de Serendip», en el que los protagonistas, unos príncipes de la isla Serendip —antiguo nombre persa de la isla de Ceilán, la actual Sri Lanka— solucionaban sus problemas a través de increíbles casualidades. Las versiones inglesas del relato provienen del libro Peregrinaggio di tre giovani figluoli del re di Serendippo publicado en Venecia en 1557 por Michele Tramezzino, según traducción de Christoforo Armeno. El cuento se recoge en el libro de poemas de 1302 Hasht Bihist (Ocho paraísos) de Jursan Amir, conocido como Amīr Khusrow.
La palabra serendipity se usó mucho en sus orígenes, pero fue cayendo en desuso. Se llegó a usar en la película The Parent Trap de 1961, para designar a la cabaña ("Serendipity") del campamento de verano donde los dos personajes, Sharon McKendrick y Susan Evers (ambos papeles interpretados por la misma actriz Hayley Mills), fueron confinados en castigo por su bochornosa repulsa mutua, y en la que descubrieron que su asombroso parecido no era mera casualidad, sino que eran hermanas gemelas separadas desde la cuna por el divorcio de sus padres y la total falta de comunicación entre ellos; y donde también urdieron el plan de intercambiar sus personalidades para conocerlos y secretamente estimularlos a una reconciliación.
El concepto y el término fueron rescatados en 1989 por Royston M. Roberts en su libro de divulgación Serendipia. Descubrimientos accidentales en la ciencia. 
En este libro, Roberts, propone además el término «pseudoserendipia» para describir las situaciones en las que el investigador, tras haber investigado mucho sobre algo sin obtener resultados, consigue finalmente su objetivo, pero a causa de un accidente o una revelación.
Hay una película de 2001 con este título, dirigida por Peter Chelsom y protagonizada por John Cusack y Kate Beckinsale. Igualmente el término «serendipity» es utilizado en una escena de la película Un ángel enamorado (City of Angels) por el personaje de Nathaniel Messinger (Dennis Franz) mientras está postrado en una cama de hospital; recuperándose de una cirugía y le hace saber a "Seth" (Nicolas Cage). "Serendipity" es también el nombre de un personaje de la película Dogma de Kevin Smith, una musa especializada en inspirar a los artistas.
El término chiripa, mucho más utilizado en lenguaje coloquial, podría considerarse también como un sinónimo de serendipia, si bien se tiene como un modismo de uso no general en el mundo hispanohablante. Se usa con una connotación más bien festiva y se refiere comúnmente a casualidades o eventos fortuitos en la vida cotidiana, incluso a hechos intrascendentes. La diferencia sustancial entre chiripa y serendipia es que una chiripa implica pura suerte, mientras que la serendipia combina el azar de un evento fortuito inicial con la sagacidad de la persona que realiza el descubrimiento para percibir su importancia.

## Ejemplos

### Serendipias en ciencia y tecnología
- Cristóbal Colón encontró América mientras buscaba una forma más rápida de viajar hasta la India. Según Umberto Eco,[6] la llegada de Colón a América sería una serendipia.
- Louis Pasteur destacó la importancia de la observación acompañada de ingenio en la ciencia: « Dans le champ de l'observation, le hasard ne favorise que les esprits préparés » («En el campo de la observación el azar solamente  favorece a las mentes preparadas»).
- La aplicación del sildenafilo (Viagra) como fármaco contra la disfunción eréctil se descubrió al comprobar que los sujetos varones que probaban el fármaco no devolvían el producto sobrante.
- A mediados del siglo XIX, se intentó buscar un material para sustituir el marfil de las bolas de billar. En 1870, John Wesley Hyatt, un inventor de Nueva Jersey, estaba prensando una mezcla de serrín y papel con cola, porque creía que así conseguiría el nuevo material. Pero se cortó un dedo, y fue a su botiquín. Sin querer, volcó un frasco de colodión (nitrato de celulosa disuelto en éter y alcohol). Esto provocó que quedara en su estantería una capa de nitrocelulosa. Al verla, Hyatt se dio cuenta de que este compuesto uniría mejor su mezcla de serrín y papel, en lugar de la cola. De este modo se inventó el celuloide.
- En 1922, Alexander Fleming estaba analizando un cultivo de bacterias, cuando se le contaminó una placa de bacterias con un hongo. Más tarde descubriría que alrededor de ese hongo no crecían las bacterias e imaginó que ahí había algo que las mataba. Aunque él no fue capaz de aislarla, ese episodio dio inicio al descubrimiento de la penicilina.
- El químico Friedrich Kekulé llevaba mucho tiempo intentando encontrar la huidiza estructura de la molécula de benceno. Simplemente, no se conocía una estructura de seis carbonos que tuviera las propiedades químicas que exhibía. Según cuenta él mismo en sus memorias, una tarde, mientras volvía a casa en autobús, se quedó dormido. Comenzó a soñar con átomos que danzaban y chocaban entre ellos. Varios átomos se unieron, formando una serpiente que hacía eses. De repente, la serpiente se mordió la cola y Kekulé despertó. A nadie se le había ocurrido hasta ese momento que pudiera tratarse de un compuesto cíclico.
- Las notas post-it surgieron tras un olvido de un operario, que no añadió un componente de un pegamento en la fábrica de 3M. Toda la partida de pegamento se apartó y guardó, pues era demasiado valioso como para tirarlo aunque apenas tenía poder adhesivo. Uno de los ingenieros de la empresa, hombre devoto, estaba harto de meter papelitos en su libro de salmos para marcar las canciones cuando iba a la iglesia. Los papelitos no hacían más que caerse. Pensó que sería ideal tener hojas con un poco de pegamento que no fuera demasiado fuerte y que resistiera ser pegado y despegado muchas veces. La vieja partida de pegamento malogrado acudió a su mente. Habían nacido las notas post-it.
- Niels Bohr llevaba mucho tiempo trabajando en la configuración del átomo. Tuvo un sueño en el cual vio un posible modelo de dicha configuración, y al despertar, lo dibujó en un papel, sin darle mucha importancia. Poco tiempo después, volvió a ese papel y se dio cuenta de que realmente había hallado la estructura del átomo.
- El principio de Arquímedes fue descubierto al introducirse en una bañera y observar cómo su cuerpo desplazaba una masa de agua equivalente al volumen sumergido.
- El doctor Albert Hofmann descubrió accidentalmente una de las drogas alucinógenas más poderosas, el LSD (ácido lisérgico dietilamida). Según relata en su libro LSD - Mein Sorgenkind, en el curso de su investigación sobre los derivados del ácido lisérgico obtuvo el LSD-25, el cual se demostró como poco interesante desde el punto de vista farmacológico, por lo que se dejó de investigar sobre él. Solo cinco años más tarde, y debido a que, sin motivo aparente, no podía olvidarse de aquella sustancia, volvió a sintetizarla para una ulterior investigación, lo que era muy excepcional al haber sido ya inicialmente descartada. Cuando procedía a su cristalización se sintió afectado por una mezcla de excitación y mareo, viéndose forzado a abandonar el trabajo en el laboratorio. Presumiblemente, a pesar de sus precauciones, una mínima cantidad de LSD tocó la punta de sus dedos y fue absorbida por su piel. Ya en su casa, despierto, pero en un estado de ensoñación, percibió una serie interminable de fantásticas imágenes con intensos y caleidoscópicos juegos de formas y colores, que no se desvaneció hasta pasadas unas dos horas.
- El politetrafluoretileno (más conocido por su nombre comercial Teflón®) fue descubierto en 1938, mientras el doctor Roy J. Plunkett trabajaba en el desarrollo de sustancias refrigerantes y debido a un mal funcionamiento durante sus experimentos realizó el hallazgo.
- Osamu Shimomura relata que logró cristalizar la enzima luciferasa al usar ácido clorhídrico accidentalmente porque estaba cansado.[7] Tiempo después mientras estaba reflexionando en un bote en Friday Harbor recordó ese momento y logró aislar el compuesto bioluminiscente de Aequorea victoria lo que lo llevó al descubrimiento y desarrollo de la proteína verde fluorescente GFP,[8] por lo que recibió el premio Nobel en 2008.[9]
- El químico francés Édouard Bénédictus ideó en 1903 el vidrio laminado, tras observar cómo un frasco de cristal que contenía los restos de una solución de celuloide, no se rompió tras caérsele accidentalmente al suelo.[10]
- El azul de Prusia es un pigmento que fue descubierto accidentalmente por el químico Heinrich Diesbach en Berlín en 1704, se intentó originalmente pintar con un pigmento que representara un rojo azulado pero el resultado final fue una sustancia de color azul oscuro, la cual es utilizada en diversas áreas.

### Serendipias literarias
- Jonathan Swift describió dos supuestos satélites naturales de Marte en su libro Los viajes de Gulliver, de 1726. Voltaire también mencionó en su relato fantástico Micromegas, de 1752, que Marte poseía dos lunas. El descubrimiento de los dos satélites marcianos, Fobos y Deimos, no ocurrió de forma oficial hasta 1877. La óptica disponible durante la vida de Swift y Voltaire no permitía ver esos cuerpos celestes tan pequeños y que se separan tan poco de la esfera de Marte.
- En el libro Futility, or the Wreck of the Titan cuyo autor es Morgan Robertson se narra el naufragio de un barco llamado Titan. Dicho libro fue escrito en 1898, 14 años antes del naufragio del Titanic, y las coincidencias son asombrosas. De entrada, el nombre de ambos barcos, Titán y Titanic,  el hecho de haber chocado con un iceberg, de mencionar un mar muy tranquilo como un espejo, cercano a la isla de Terranova. Sus dimensiones similares (75000 toneladas y 66000, 243 metros de eslora y 268) o el apellido del capitán en ambos casos (Smith), el tener pocos botes salvavidas y la cantidad de personas fallecidas, muchas de ellas multimillonarias.
- El libro Más allá del espectro cuyo autor es también Morgan Robertson, publicado en 1914, narra la guerra hipotética entre Estados Unidos y el Imperio del Japón, en donde menciona el ataque con máquinas voladoras en Pearl Harbor, la principal base naval del Pacífico de los Estados Unidos, con bombas luminosas, cuando en ese tiempo la aviación estaba en pañales, que fue en diciembre y en la mañana de un domingo, sin haber declaración de guerra y que originó miles de muertos entre los marinos y población civil de esa base naval. Esto sucedería 27 años después, en 1941, y existen muchas coincidencias.
- En 1838, Edgar Allan Poe escribió la que sería su única novela completa, La narración de Arthur Gordon Pym. En ella, cuatro personas acaban en una barca sin alimentos ni bebida después de naufragar. El más joven, un grumete llamado Richard Parker, propone que uno de ellos sea asesinado y sirva de alimento a los demás, lo que le toca a él después de echarlo a suertes por la ley del mar. Cuarenta y seis años después, en 1884, el navío inglés Mignonette, construido en 1867, naufraga con sus cuatro tripulantes a bordo. Durante cerca de veinte días quedan a la deriva en un bote salvavidas sin agua ni provisiones hasta que uno de ellos entra en coma, aparentemente por haber bebido agua salada. Entonces deciden darle muerte para comérselo y tener así la posibilidad de sobrevivir. El cuerpo del infausto, un grumete de 17 años llamado Richard Parker, alimentó a los tres restantes hasta que fueron rescatados unos días más tarde. El caso fue muy seguido por la prensa de la época y sentó un precedente criminal del derecho anglosajón en las cortes de justicia, ya que no había mediado sorteo previo.[11]
- En 1981, el escritor estadounidense Dean Koontz publicó una novela de terror llamada Los ojos de la oscuridad sobre un virus mortal desatado en China en el año 2020 con el nombre de Wuhan-400. La coincidencia resulta increíble, puesto que a finales del año 2019, se conoció la existencia del virus SARS-CoV-2 que produce la enfermedad infecciosa denominada COVID-19, la cual inició su expansión en la provincia China de Hubei, cuya capital es precisamente, Wuhan, la ciudad donde comenzó el brote epidemiológico.[12]